# Velo d'Astico
Velo d'Astico (Veło d'Àstego in veneto) è un comune italiano di 2 224 abitanti della provincia di Vicenza in Veneto.

## Geografia fisica

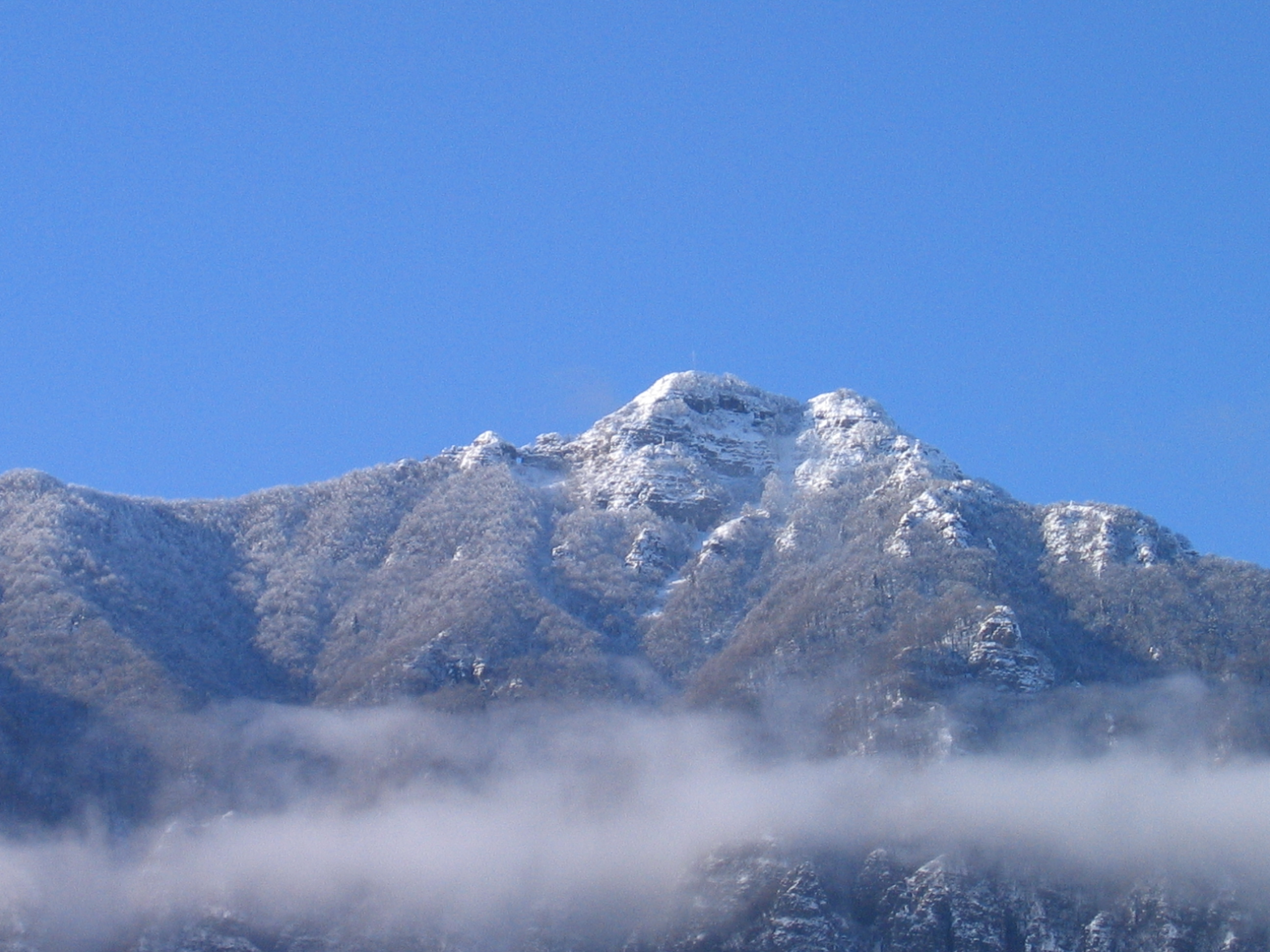
Parte sommitale del monte Priaforà.

Velo condivide con Arsiero e Cogollo del Cengio l'ampia conca racchiusa fra i monti Summano (m. 1299), Novegno (m. 1552), Priaforà (m.1654), Cimone (m.1230), Cengio (m.1351) e Paù (m.1420), comunemente indicata come "conca d'Arsiero" o "conca di Velo". Di essa Velo occupa la parte che si estende dalla destra dell'Astico e del Posina alle creste del Summano, del Novegno e del Priaforà. Le pendici della montagna sono incise da valli e vallette, talora boscose talora nude, quasi sempre impervie, ad eccezione dei Colletti Grande e Piccolo (m. 885 e m. 902), valichi di passaggio verso il Tretto. Nella parte inferiore il pendio si addolcisce nelle colline e nelle vaste zone pianeggianti del fondovalle.
Il clima, fresco d'estate e rigido d'inverno ben più di quanto non lo sia al di là dei Colletti o nell'opposto versante di Cogollo, è condizionato dalle correnti d'aria fredda provenienti dalla gola della Valdastico e dalla posizione delle pareti montane, umide e poco esposte.
Ne sono una conseguenza anche la vegetazione di abeti e di faggi, presente a quote insolitamente basse, come l'abbondanza delle acque. Il territorio di Velo, infatti, possiede numerose sorgenti, quasi tutte di poca portata e spesso superficiali, ma sufficienti per le esigenze del paese e per alimentare in parte gli acquedotti comunali di Piovene e Cogollo.

## Origini del nome
Il significato del toponimo è incerto: per il Maccà potrebbe derivare da Velleio o da Vellii, antichi nomi romani. Altri autori, invece, lo fanno derivare da "villus", vello di pecora e quindi erboso, o forse anche luogo di produzione dei velli, zona di pastori.
Nel 1867 assunse la specifica "d'Astico" per distinguerlo dall'omonimo Velo Veronese.

## Storia
Molto probabilmente il territorio — data la sua posizione all'imbocco della vallata — fu abitato in epoca paleoveneta e romana, ma non si sono ancora ritrovati reperti; viene menzionato per la prima volta in documenti dell'anno Mille.

### Medioevo
Per secoli, durante il Medioevo e anche in età moderna, insieme con i centri vicini questo territorio fu sotto la giurisdizione della famiglia dei conti Velo, che il Pagliarino definisce "antichissima per la nobiltà del sangue et ornata per le sue grandi giurisditioni et per la Signoria, la quale con giusto e legittimo titolo ha tenuto del Castello di Velo".
Nel suo territorio vennero costruiti diversi castelli: quello di Velo, donato nel 1084 alla chiesa vicentina dall'imperatore Enrico IV quello sul colle chiamato Pion presso San Giorgio, quello di Meda costruito sulla cima di un colle per dominare la vallata. Nel territorio di Velo e attorno alle mura di questi castelli nel tardo Medioevo si svolsero numerosi fatti d'arme sostenuti da Scaligeri e da Padovani per il dominio del territorio vicentino.
Verso la metà del Trecento, durante la dominazione scaligera, il territorio di Velo d'Astico fu sottoposto, sotto l'aspetto amministrativo, al Vicariato civile di Schio e tale rimase sino alla fine del XVIII secolo.

### Età moderna
Nel XV secolo cominciò la disgregazione del vasto comune coincidente col feudo dei Velo. Tra i primi abitati si staccò Posina, nel 1462; Fusine, Laghi e Cavallara raggiunsero la propria autonomia nel 1587. Ma ancora nella seconda metà del 1700 — come sottolinea il Dal Pozzo — i conti di Velo possedevano "tuttavia il feudo di gran parte della Valle dell'Astego nella quale sono compresi i Forni… e il soprastante monte e villaggio di Tonezza con altri a destra del fiume …". Questo territorio fu costantemente legato a Schio, che in epoca scaligera e veneziana era centro di Vicariato, trasformato durante il dominio austriaco in distretto e, dopo l'unità d'Italia, in distretto e mandamento.
Anche per Velo gli anni sotto il dominio della Serenissima furono — eccezion fatta per i tempi della guerra della Lega di Cambrai — abbastanza pacifici, ma non privi, per i poveri abitanti, di miseria, di fame e di malattie. Nei quattro secoli della presenza veneziana, ad esempio, la peste infierì per oltre quaranta volte: fra le pestilenze più gravi quella del giugno 1575, che da Caltrano si diffuse in tutto il Veneto, e quella del 1630. Dato che per Velo passava la strada pubblica, assai frequentata, che collegava Thiene e Schio con i Sette Comuni, Trento e gli altri centri dell'Alemagna, anche a Velo fu posto un blocco per i controlli.
Ai primi decenni del 1700 anche il territorio di Velo, a causa della guerra di successione al trono di Spagna, subì il ripetuto passaggio di truppe tedesche e francesi.

### Età contemporanea
Nel 1797, nel momento della caduta di Venezia venne istituito un governo provvisorio e piantato con gran giubilo popolare l'albero della libertà. Ma l'occupazione francese fece presto pentire la popolazione e nel 1809 i contadini di Velo, uniti a tanti altri dell'Alto Vicentino, insorsero a Thiene contro il malgoverno napoleonico. Nel 1803 Velo contava 1 328 abitanti riuniti in 300 famiglie; già allora le contrade più importanti erano Seghe, San Giorgio, Meda, Costa e Lago.
Dopo l'annessione al Regno d'Italia nel 1866, la gente di Velo passò ancora anni difficili, con la pellagra, la fame, la miseria e l'emigrazione verso terre lontane.
Nella prima guerra mondiale il territorio fu in gran parte occupato dall'esercito austriaco al momento della Strafexpedition: molte case vennero distrutte o danneggiate gravemente e la popolazione conobbe il profugato; il ponte degli Schiri segnò il punto della massima avanzata del nemico.
La ricostruzione avvenne secondo criteri moderni: la strada principale del centro, ad esempio, fu allargata. Nel 1922 anche le scuole elementari e il municipio vennero costruiti là dove, prima della guerra, sorgeva la caserma degli alpini. Ma gli anni trenta videro le contrade spopolarsi ancora.
Duro fu anche il secondo conflitto, per i sacrifici che impose e i lutti che portò, e si concluse con il bombardamento del paese per rappresaglia dei tedeschi in ritirata; anche la chiesa fu colpita.
Seguirono poi altri anni grigi e molti velesi dovettero ancora una volta emigrare, tendenza che cessò solo verso la fine degli anni sessanta.

### Simboli
Lo stemma e il gonfalone del comune di Velo d'Astico sono stati concessi con decreto del presidente della Repubblica del 15 gennaio 2018.
Il gonfalone è un drappo di bianco con la bordatura di rosso.

## Monumenti e luoghi d'interesse

### Architetture religiose

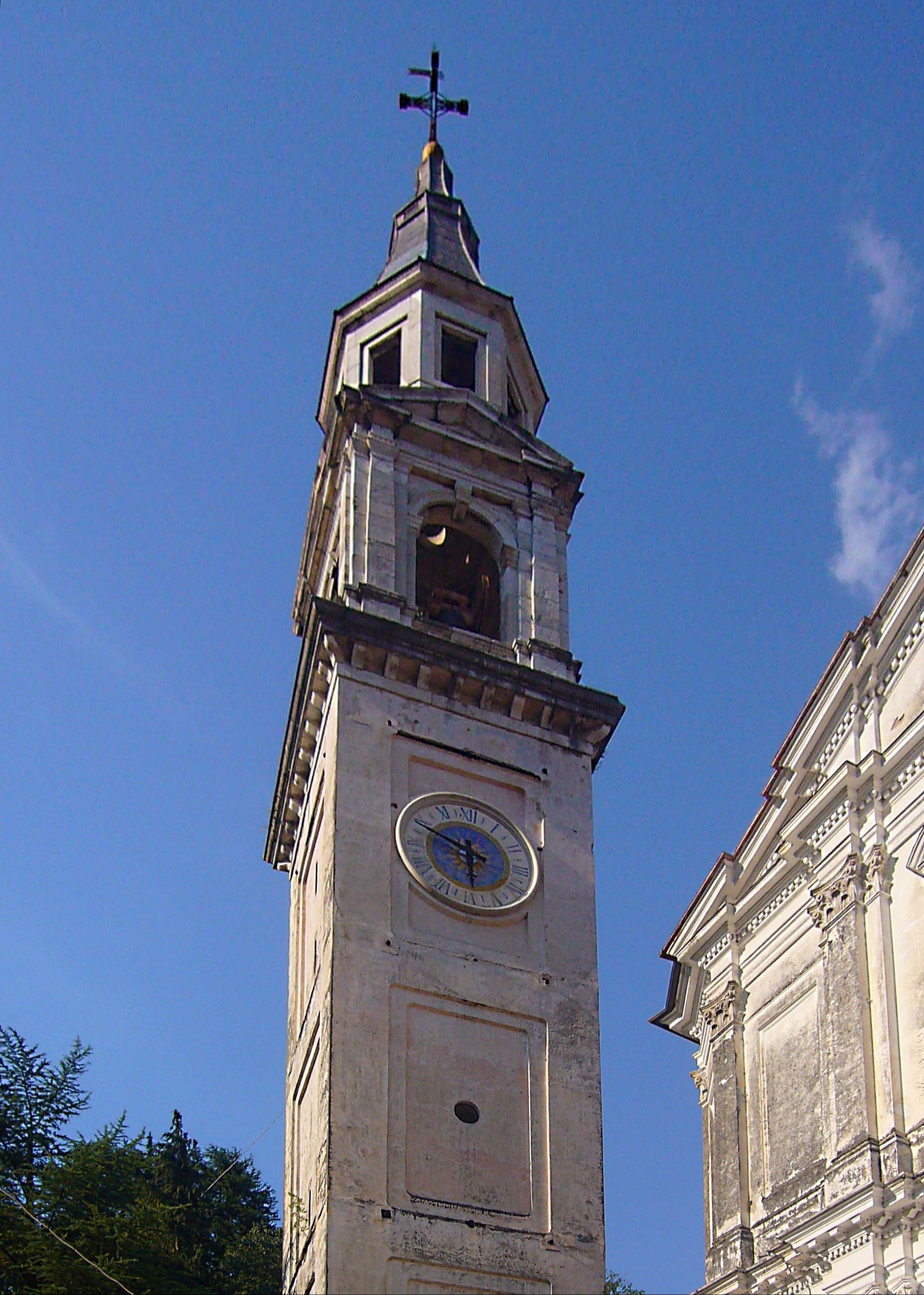
Il campanile della chiesa dei Santi Martino e Giorgio

Pieve di San Giorgio, a San Giorgio
È il più antico e importante edificio religioso della valle dell'Astico, base per l'evangelizzazione della zona in epoca paleocristiana. La sua fondazione risale probabilmente all'epoca longobarda, lo fa pensare anche la dedicazione al santo particolarmente venerato da quel popolo.
Dopo la separazione dalla pieve di Caltrano rimasta alla diocesi di Padova in seguito alla donazione di Berengario del 917, la chiesa di San Giorgio di Velo divenne il centro spirituale del versante destro dell'Alta Valle dell'Astico e del Posina. Da semplice cappella campestre divenne pieve, ebbe il fonte battesimale, conservato, e un cimitero, ancor oggi efficiente. Ma già nel 1530 in questa chiesa non si teneva più il Santissimo, benché un documento testimoni che ancora nel 1540 si battezzava; a poco a poco la chiesa parrocchiale divenne quella di San Martino.
Nel corso dei secoli l'edificio subì ripetute modifiche e aggiunte. La struttura architettonica originaria era di stampo romanico con influenze lombarde: in origine la pianta era rettangolare prolungata dall'abside; la facciata era molto semplice, con tetto a capanna moderatamente spiovente e ornata lungo il perimetro d'innesto da un fregio di archetti ciechi.
Gli affreschi più antichi sono del XII-XIII secolo, dipinti sulla parete nord dell'aula centrale raffiguranti scene di offerta. Furono in parte rovinati quando nel 1630, a causa della peste, le due pareti vennero completamente imbiancate. La riscoperta e il recupero degli affreschi avvenne nel Novecento.
Nel XV secolo la facciata fu arricchita da un porticato, mentre sul lato sud venne aperta una breccia per innestarvi una cappella dedicata a sant'Antonio abate, dove un tempo era sistemata l'enorme vasca battesimale del X secolo ancora visibile. v
Voluta dal conte Buonincontro da Velo (1408), fu affrescata da ignoti autori di scuola post-giottesca; di notevole interesse è l'affresco raffigurante San Giorgio che uccide il drago. 
D'impronta rinascimentale è il pronao; la scritta sull'architrave in pietra del portale d'ingresso, indica la data (1470) in cui furono conclusi i lavori di restauro della chiesa, che compresero l'erezione dell'attuale campanile, il rifacimento del tetto e del pronao, l'ampliamento dell'abside. Il campanile svetta con la sua cuspide appuntita e nella cella campanaria presenta caratteristiche bifore ogivali.
Opere preziose all’interno, oltre agli affreschi, sono anche le tavole di Giovanni Speranza sull'altar maggiore raffigurante la Vergine col Bambino e santi e il polittico di Battista da Vicenza (del 1408), conservato nella cappellina di Sant'Antonio Abate.
La chiesa, scampata fortunosamente alla distruzione del 1916, attraversò un lungo periodo di semi abbandono e nel 1976, a causa del terremoto, subì rilevanti danni che richiesero subito un serio intervento conservativo, i cui lavori si conclusero nell'autunno del 1980.
Chiesa dei Santi Martino e Giorgio, a Velo
Probabilmente costruita dai conti Velo nell'area del loro castello, fu in seguito considerata per usurpationem matrice delle chiese della valle del Posina e di Forni. Già nel 1421 aveva il cimitero e da un documento del 1451 risulta che i conti Velo avevano in chiesa la tomba di famiglia. Anche qui, come in San Giorgio, nel Quattrocento officiavano rettori tedeschi. Nel 1775 la chiesa fu riedificata a cinque altari e consacrata nel 1812; venne distrutta durante il primo conflitto mondiale e ricostruita nel 1919.
Fra le opere d'arte degne di nota una pregevole pala di Francesco Verla e un'altra di Costantino Pasqualotto, amico del Palladio. Il primo campanile, costruito nel 1700, era uno dei più alti del Vicentino; fu ricostruito negli anni 1922-1925.
Chiesa di Sant'Ubaldo, a Lago
Costruita nel 1721 per iniziativa di un certo Giovanni Stella e con l'aiuto della gente di Lago "per loro comodo e devozione"; alla sua custodia fino alla fine del 1700 si dedicava un eremita. Nel 1920 fu restaurata dalle rovine della guerra; eretta a parrocchiale nel 1928, è stata nuovamente restaurata nel 1972.
Chiesa della Santissima Trinità, a Meda
Forse la chiesa più antica sorgeva sulla cima del cosiddetto Castello di Meda detto anche Capel del Doge, dove Ezzelino II il Monaco si era ritirato in eremitaggio. Verso la metà del 1400 un'altra chiesa fu costruita lungo la strada ed era visibile fino a qualche anno fa, benché mezza sepolta, a destra di chi va verso San Giorgio. L'attuale fu costruita dal 1848 al 1855 e restaurata nel 1890, divenne parrocchiale nel 1946.
Chiesa di Sant'Antonio, a Seghe
Situata presso il palazzo dei conti Velo, fu fatta costruire nel 1667 dai conti Giacomo ed Ettore. La parrocchia fu costituita nel maggio 1958, in seguito al grande sviluppo della contrada; negli anni 1960-61 la vecchia chiesa è stata sostituita da un nuovo edificio.

### Architetture civili

#### Villa Velo Zebeo
Proprietà dei conti di Velo di origini cinquecentesche, alla loro estinzione pervenne agli Zebeo. Nel 1952 passò al Pontificio istituto missioni estere, ma da qualche anno è stata acquisita dalla Provincia di Vicenza.
Fu fatta costruire dai conti di Velo nel XVI secolo, sull'area del loro antico castello, e per secoli rimase loro proprietà. La parte più antica è il massiccio corpo a tre piani, che presenta ancora elementi gotici e rinascimentali. Nel corso dei secoli ha subito rimaneggiamenti e aggiunte: nella sua forma attuale il corpo della villa, con una scalinata centrale e ai lati due serliane fu realizzato da Girolamo di Velo nel 1752 e decorato con stucchi e affreschi da Giambattista Canal.
La cappella è decorata da pregevoli sculture della scuola del Marinali. Di particolare rilievo il parco, opera dell'architetto Antonio Caregaro Negrin. Sulla parte prospiciente alla vallata è collocata la colonna in marmo rosso — proveniente dagli scavi archeologici effettuati dal conte Girolamo Egidio di Velo presso le terme di Caracalla a Roma — al centro di una delle scene più coinvolgenti del romanzo Daniele Cortis, di Antonio Fogazzaro, che ha Elena come protagonista.

#### Villa Fogazzaro, detta "la Montanina"
Fu progettata e fatta costruire nel 1907 da Antonio Fogazzaro, suo primo proprietario, in collaborazione con l'architetto Mario Ceradini. L'edificio, situato in una bella posizione lungo la strada che collega Velo alla frazione Lago, riflette la personalità ecclettica dello scrittore e il suo gusto per la favolosità: presenta infatti un inusuale carattere liberty con richiami mitteleuropei (tetti ripidi, timpani trapezoidali e vetri quadrettati).
Distrutta dagli italiani durante la grande guerra, perché sede del comando austriaco, fu ricostruita e ampliata tra il 1927 e il 1932 dall'ingegnere Umberto Valdo per divenire sede dell'Opera italiana Pro Oriente di don Francesco Galloni. Dopo la sua morte la sua opera continua nell'Istituto Figlie di Santa Maria Annunciata - Pro Oriente, nel segno dell'ecumenismo. Nel secondo dopoguerra qui vennero aperti le scuole medie e l'istituto magistrale, oggi non più attivi. Resta funzionante solo una scuola privata per l'infanzia.

#### Villa Velo Lampertico Valmarana Ciscato, a Seghe
Ubicata nella frazione Seghe e risalente al Settecento, fu un'altra dimora dei Velo sino alla prima metà dell'Ottocento.
Sorge sulle fondamenta di un palazzo più antico: il corpo centrale è neoclassico, settecentesca la loggia e il portico, interessante la colombara; la cappella del 1667 è dedicata a sant'Antonio da Padova. Nel corso del tempo subì diversi interventi, radicale quello del 1843.
Passata poi a Giuseppina Lampertico, moglie del conte Angelo Valmarana, la villa è legata allo scrittore Antonio Fogazzaro che vi risiedette, in quanto loro genero, passando lunghi periodi sereni; qui vi ambientò l'abitazione di Elena Carrè, cugina di Daniele Cortis, ribattezzandola "villa Carrè".

### Architetture militari

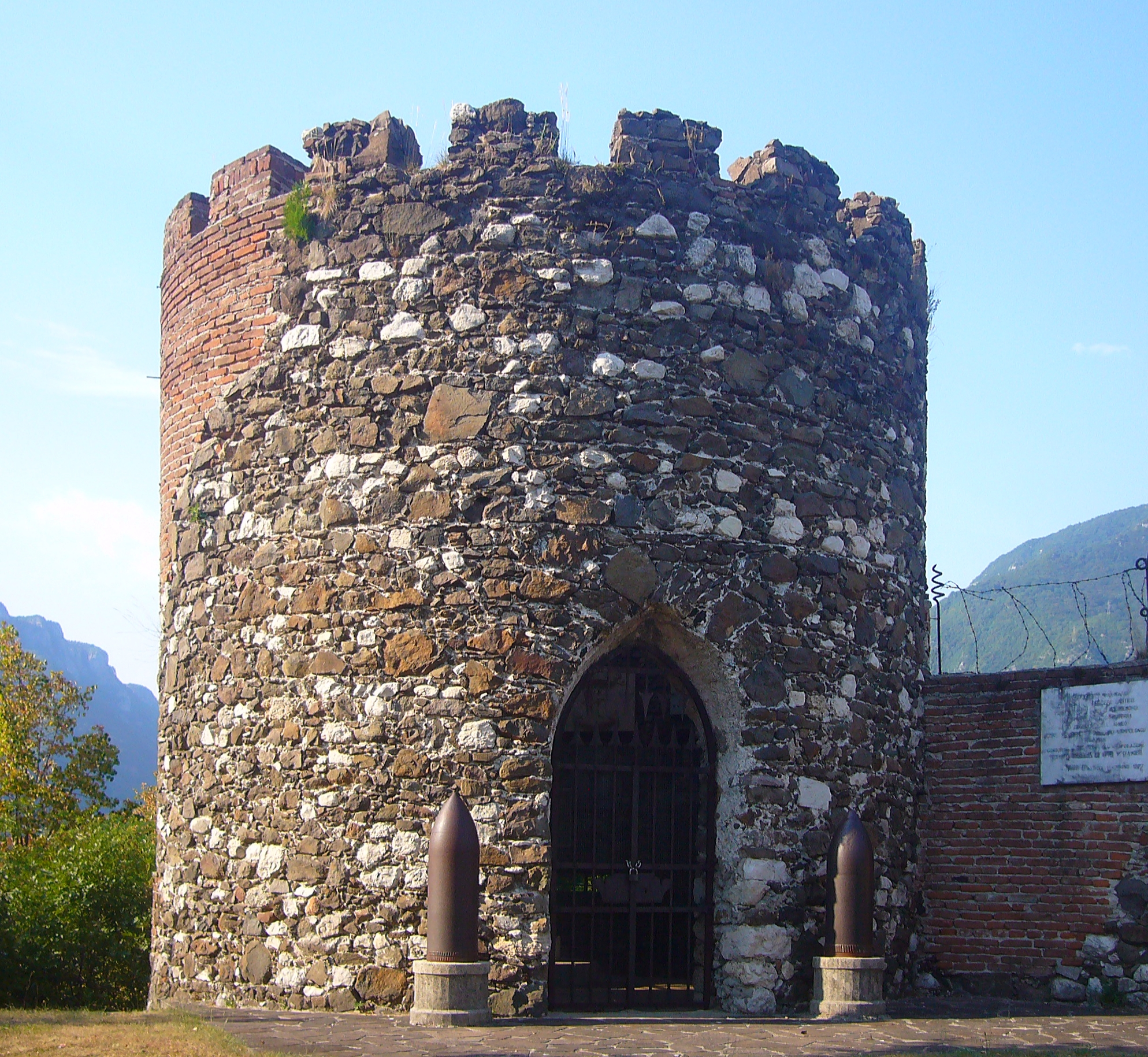
Il Sacello dei Caduti, ex Castello di Velo

Castello di Velo
Pare sia sorto nel X secolo per ostacolare le scorrerie degli Ungari ed è registrato in tutti i diplomi imperiali a partire dall'anno Mille.
La costruzione nel corso dei secoli fu sempre più imponente e fortificata. Il Pagliarino, ad esempio, ricorda che nel 1184 Viviano, figlio di Tomaso di Velo, "fece restaurare la sua casa et habitazione nel castello di Velo". Circa una cinquantina di anni dopo (1230), il castello fu diviso fra alcuni membri della famiglia, che tuttavia trovarono conveniente mantenere indivisa la torre "per la difesa delle sue persone contro le insidie de' suoi nimici". E tra questi va appunto ricordato Ezzelino III il Tiranno, con il quale i Velo, pur riconoscendo l'autorità imperiale, non scesero mai a patti. Questo castello — come riporta il Maccà — era fortissimo, ben fornito di munizioni e di vettovaglie. E ivi con quelli "della famiglia Velo… molti altri loro amici erano… ridotti, non tanto per la difesa del castello, quanto per fuggire la rabbiosa crudeltà de' Vicari Imperiali". In quegli anni Velo era difeso da "Castellano Giudice" che ripetutamente e invano era stato invitato dal tiranno alla sua corte. A ogni invito aveva risposto "che sempre sarebbe fedelissimo all'Imperatore ma che dal suo castello non voleva uscire". Per cui vedendo che "né per forza né per frode poté venir da lui superato… disperato Ezzelino si partì".
Nel 1288 però, caduto in mano ai padovani, il castello fu distrutto. Venne successivamente ricostruito e alla fine del Cinquecento dominava ancora la valle.
Attualmente, cadute da tempo le torri di cinta e l'ampio perimetro di mura, forse utilizzate per innalzare la sottostante villa e la chiesa, di esso rimane soltanto una parte della torre circolare e un tratto di mura lungo una decina di metri.
Ridotto in condizioni sempre più pietose, forse anche a causa della prima guerra mondiale che qui si combatté aspramente, fu acquistato da un privato e donato nel 1974 al Comune di Schio, con il vincolo di darlo in uso al locale Gruppo Alpini che, dopo un restauro, nel 1977 lo hanno trasformato in sacello dedicato ai caduti di tutte le guerre.
Castello di Meda
Completamente distrutto il castello di Meda, oggi resta un paesino, situato sulla vecchia strada che da Rocchette porta alla Birreria e quindi a Velo e ad Arsiero, diviso in due nuclei abitati distanti tra loro qualche centinaio di metri: l'uno stretto attorno alla chiesa, l'altro, certamente il più antico, ai piedi di quel colle "acuto e forte" — come dice Francesco Caldogno — inconfondibile per la sua forma a cappello di doge, che "s'innalza per poco spazio distante dalle radici delli rovesci di monte Summano, quasi come un picciolo figliolo…".
Il paese porta, appunto, il nome di "Castello di Meda" a ricordo di quello che era stato uno dei più famosi e importanti castelli dell'Alto Vicentino, saldo nelle strutture, complesso e munito di una rocca, che collegava con segnalazioni luminose il castello di Velo e il torrione di Barcarola.
Fin dagli anni attorno al Mille era appartenuto alla famiglia Maltraversi; nei primi decenni del Duecento era posseduto da Alberto dei Maltraversi, genero di Ezzelino II il Monaco, che nel 1223, stanco della vita attiva, si ritirò a vita eremitica a Meda. Nel 1240 il castello passò in eredità a Guido, figlio di Alberto, che dovette cederlo ad Ezzelino III il Tiranno. Restituito ai Maltraversi solo dopo la fine degli Ezzelini, nel 1260, fu ancora mantenuto in piena efficienza per oltre cinquant’anni.
La sua distruzione risale probabilmente al 1314 durante la lotta fra padovani e Scaligeri, quando vennero danneggiati anche i castelli di Thiene, Schio e Santorso. In quegli anni Meda era una ‘’villa’’ e formava comune a sé stante, così si trova registrata tra le ville vicentine del 1262, e tale viene ricordata in documenti del 1264, 1311 e 1389.
Agli inizi del Seicento, al tempo del Caldogno, del castello di Meda rimanevano ancora "vestigia di grosse mura", rilevate anche dal Maccà un paio di secoli più tardi con "i segni di un'antica cisterna". Oggi sulla cima sorge un eremo; da qui lo sguardo spazia sulla Valle dell'Astico.

## Società

### Evoluzione demografica
Abitanti censiti

## Cultura

### Istruzione
Nel capoluogo vi è la Biblioteca civica, che fa parte della rete di biblioteche vicentine "Biblioinrete", insieme alla maggior parte della biblioteche appartenenti alla Rete Bibliotecaria Vicentina.
A Velo, nel capoluogo, vi sono due scuole per l'infanzia paritarie e una scuola primaria statale.

## Geografia antropica
Frazioni di Velo sono Lago, Meda e Seghe. Altre località sono: San Giorgio, Bronzi, Costa di Sopra, Costa di Sotto, Crosare, Furia, Lenzetti, Masi, Maso, Meneghetti, Montanina, Noni, Padri, Pavin, Peon, Salgarola e Tezza del Ponte.

## Economia e turismo
Fino ad alcuni decenni fa anche a Velo l'agricoltura era attività prevalente, basandosi su "fazzoletti di terra"; discreto era anche il patrimonio zootecnico consistente soprattutto in bovini.
Negli anni settanta però l'agricoltura tradizionale ha subito un tracollo, sempre più relegata al fondovalle, mentre sono state abbandonate le zone alte e scomode. Pur tuttavia Velo è oggi forse il paese più agricolo dell'Alta Valle dell'Astico con aziende di agricoltori-allevatori attrezzati modernamente. Infatti, per sopravvivere, l'agricoltura è passata in pochi anni ad allevamenti intensivi di maiali, polli e vitelli da carne, con una produzione enorme, ma dal '76 si è verificato un ridimensionamento.
Nel settore artigianale, fin dai tempi più lontani la vicinanza dell'Astico ha stimolato una fiorente attività di mulini, pestarmi, Coli, magli, segherie. In località Seghe di Velo ai primi dell'800 si contavano 6 mulini, una sega, un Colo e quattro magli. Rinomata un tempo l'attività del battirame, che ancora sopravvive. Con i magli di ferro vivevano alcune famiglie. Negli anni '60 queste aziende sono passate dalla forma di lavorazione artigianale a quella industriale. A Seghe di Velo, ad esempio, sono state installate presse da 6.000/8.000 tonnellate, che hanno via via sostituito l'opera dei magli. Per merito di alcune industrie importanti e di altre minori, talora sorte per induzione delle prime, l'emigrazione stagionale di un tempo è stata a poco a poco debellata fino a scomparire negli anni ottanta. In risposta al "progetto montagna" varato dalla Regione Veneto, in località Sega Nova è stata creata una zona industriale pilota per arginare l'esodo delle popolazioni della Valdastico e del Posina verso la pianura.

## Amministrazione
| Periodo | Periodo   | Primo cittadino     | Partito        | Carica  | Note |
| ------- | --------- | ------------------- | -------------- | ------- | ---- |
| 1946    | 1948      | Giacomo Martini     | DC             | Sindaco |      |
| 1948    | 1959      | Guglielmo Simionato | DC             | Sindaco |      |
| 1959    | 1960      | Giovanni De Rosso   | DC             | Sindaco |      |
| 1960    | 1964      | Camillo Zancan      | DC             | Sindaco |      |
| 1964    | 1975      | Giovanni Dal Bianco | DC             | Sindaco |      |
| 1975    | 1980      | Giorgio Zuccollo    | DC             | Sindaco |      |
| 1980    | 1985      | Dino Stella         | DC             | Sindaco |      |
| 1985    | 1990      | Renato Rossi        | DC             | Sindaco |      |
| 1990    | 1993      | Gianluigi Mosele    | DC             | Sindaco |      |
| 1993    | 1995      | Giordano Rossi      | DC             | Sindaco |      |
| 1995    | 1999      | Giordano Rossi      | Centrosinistra | Sindaco |      |
| 1999    | 2004      | Giordano Rossi      | Centrodestra   | Sindaco |      |
| 2004    | 2009      | Giulio Ceribella    | Centrosinistra | Sindaco |      |
| 2009    | 2024      | Giordano Rossi      | Centrodestra   | Sindaco |      |
| 2024    | in carica | Nicola Campanaro    | Centrodestra   | Sindaco |      |

### Altre informazioni amministrative
La denominazione del comune fino al 1867 era Velo, convertita poi in Velo d'Astico.